# IC 3781
IC 3781 је двојна звијезда у сазвјежђу Береникина коса која се налази на листи објеката дубоког неба у Индекс каталогу.
Деклинација објекта је + 22° 34' 10" а ректасцензија 12h 47m 24,6s.